# ジュシュール
ジュシュール（𒄑𒃡 ĜIŠ.UR3; シュメール語: Ĝušur、Jushur）は、古代メソポタミア、キシュ第1王朝の王。

## 略歴
シュメール王名表によると、キシュ第1王朝の最初の王。王名表にはpost-diluvianの最初の王としてシュメールで1200年間統治したとある。
「大洪水が終わり、王権が天から降りてきた後、王権はキシュにあった」
ジュシュールの存在や出自を裏付ける考古学的証拠は発見されていない。もし実在の人物であれば、ジュシュールはシュメール初期王朝時代の始まりを示す可能性があり、非常に大まかには初期青銅器時代IIに対応している。
Ĝušurは、文献ではJushur、Jucur、Gushur、Ngushur、Gishurとも訳されている。初期の楔形文字の読み方はGaurであった。